# Cheradi-Inseln
Die Cheradi-Inseln (italienisch Isole Cheradi) im Golf von Tarent sind ein kleiner Archipel, der im Südwesten das Hafenbecken des Mar Grande von Tarent, im gleichnamigen Golf, schließt. Die Inselgruppe besteht nur aus den beiden Inseln San Pietro (118 Hektar) und San Paolo (5 Hektar). Früher gab es noch eine dritte Insel, San Nicolicchio, die jedoch durch den Ausbau des Frachthafens verschwand. Die Inseln gehören verwaltungsmäßig zur Altstadt von Tarent (Stadtbezirk III Città Vecchia - Borgo).
Die Insel San Pietro, auf Deutsch St. Peter, ist benannt nach dem Apostel Simon Petrus. Für San Paolo stand Paulus von Tarsus Pate.
Die Inseln sind eine militärische Liegenschaft der Marina Militare. Nur ein Teil der Insel San Pietro ist für Touristen zugänglich. Auf beiden Inseln gibt es militärische Installationen, die zur Verteidigung der Stadt Tarent im Zweiten Weltkrieg benutzt wurden, aber seither unbenutzt sind. Auf der Insel San Paolo kann man die Festung Fort Laclos sehen, eine Befestigung, die Napoléon Bonaparte bauen ließ und unter die Führung des Artilleriegenerals Choderlos de Laclos stellte. Auf der Insel San Pietro gibt es außerdem eine 120 m hohe Antenne, die die Militärbasis von Tarent mit dem militärischen Kommunikationsnetz verbindet.
Das Meer um die Inseln ist reich an Meeresfauna, insbesondere Schwämmen.